# Tutl
Tutl to farerska wytwórnia muzyczna założona w 1977 roku przez muzyka jazzowego i kompozytora Kristiana Blaka. Pierwszą grupą, która za jej pośrednictwem wydawała płyty, a zarazem jej twórcą był zespół Spælimenninir. Wielki wkład w założenie wytwórni miał też Havnar Jazzfelag (Klub Jazzowy Thorshavn). Tutl wydaje muzykę różnych gatunków; folk, jazz, pop, rock, muzykę poważną, chóralną, country, a także muzykę dla dzieci.
Dzięki oddziałom wytwórni Tutl w wielu krajach Europy, Ameryki oraz w Japonii, rdzenna, farerska muzyka ludowa dostała szansę pokazania się światu. Wyspy Owcze zaczęli odwiedzać na jej zaproszenie zagraniczni muzycy tworząc wraz z farerskimi artystami, nadając ich muzyce odmienny, bardziej popularny kształt.
Wytwórnia wydaje około 15 albumów rocznie, a w swej ofercie ma ich już ponad 200.

## Indeks

### A
- Afenginn - "Retrograd"
- Aldubáran - "Afturundirgerð"
- Aldubáran - "Dedicated"
- Alex - "Jólagleðin"
- Alex - "Kend Løg I"
- Alex - "Kend Løg II"
- Alex - "My Favourites"
- Alex - "My Home Town"
- Alex - "Proud Mary"
- Alice Testrup - "Debussy, Preludes Livre I & II"
- Annika Hoydal - "Havið"
- Annika Hoydal - "Mit eget land"
- Annika Hoydal - "Spor í sjónum"
- Annika Hoydal - "Stjerne mine venner"
- Annika Hoydal - "The Ocean"
- Annika Houdal - "Til børn"

### B
- Berg i Jacobsens dansiorkestur - "Spælimenn Kátir"
- Berghild Poulsen - "Harmur og gleði"
- Bill Bourne - "Eivør"
- Brandur Jacobsen - "A Wizards journey"

### C
- CAPUT Ensemble - "Surrounded"
- Carl Johan Jensen - "September í Bjørkum sum kanska eru bláar"
- Corona Guitar Kvartet - "Northpoints"
- Corona Guitar Kvartet i Dan Marmorstein - "Just Before The Dawn"

### D
- Desislava Dimcheva - "Sun is Shining"
- "Drós" (Malan Hansen, Anna Kristin Bæk, Annika Midjord, Maibritt Rasmussen, Gunnfríð Gunnarsdóttir Guttesen, Leivur Thomsen, Kim Hansen i Eyðfinn Jensen)

### E
- Edvard Nyholm Debess - "Debazz"
- Eivør and Danish Radio Big Band - "Trøllabundin"
- Eivør Pálsdóttir - "Krákan"
- Enekk - "Andlit hins tigandi"
- Enekk - "Fýra nætur fyri Jól"
- Enekk - "Meðan vit nærkast jørðini"
- Enekk - "Ver sterk mín sál"
- Ernst Dalsgarð - "Ávaringar"
- Ernst Sondum Dalsgarð - "Advents- og jólasálmar"
- Estonian Bagpipe - "RO:TORO"

### F
- Færd - "Færd"
- Færd - "Logbok"
- Finnur - "Undurfulla land"
- Fjand - "Svend Bjerg, en vestjysk spillemand"
- "Flúgvandi biðil"
- Frémaux & Associés - "Traditional Music in the Faroe Islands 1950 - 1999"
- Fuglafjarðar Gentukór - "Krokus"

### G
- "Glóð"
- Glætaðu spælimenninir - "Gluggamynd"
- Glymur - "Meir enn hvítt og svart"

### H
- Haldórs Café - "Fjart í Ringrás"
- Hamferð - "Hamferð"
- Hamradun - "Hamradun"
- "Hans Jacob Højgaard 100 ár" (wydany w setną rocznicę śmierci Hansa Jacoba Højgaarda)
- Hans Petur í Brekkunum - "Látraljóð"
- Hans Petur í Brekkunum - "Sooner or later"
- Harkaliðið - "Nýtt og grovt gamalt"
- "Harmonikutúrurin 10 ár"
- Heljareyga - "Heljareyga"
- Henrik Sørensen Quartet - "The Key To Your Heart"
- Hjørdis og genturnar - "Barnasangir "

### Í
- Í Eb-inum - "In the Eb"
- Ívar Bærentsen - "Løtur"

### J
- Jakup Thomsen - "Klavertonar"
- Janus Trúgvason, Verland Johansen i goście - "Safir"
- Jens Mortan Mortensen - "Mánadags Mortan"
- Jeremy Creighton Herbert I Mikey Kirkpatrick - "Nothing escapes His eye"
- Jette Johannesen - "Savalimmiut"
- Jógvan Andrias - "Soleiðis Saman"
- Jógvan og Leifur Tróndarson - "Traðarbókin"
- John Tchicai - "Anybody Home?"

### K
- Karsten Vogel - "Light when dark"
- Kári Bæk - "Flóðir av ljósi"
- Kári P - "Vælferðarvísur"
- Kári Sverrisson - "Teir sjey svanirnir"
- Kári Sverrisson - "Við Heimsins Dyr"
- Kári Sverrisson i dzieci - "Øll hava veingir"
- Kim Nyberg og Matias Eriksson - "Nordisk"
- "Kingosangur"*
- Klakki - "Lemon River"
- Krauka - "Vikinga Seiður"
- Kræklingar - "Ábit"
- Kristian Blak - "24 Préludes"
- Kristian Blak - "Addeq"
- Kristian Blak - "Antifonale"
- Kristian Blak - "Contours"
- Kristian Blak - "Firra"
- Kristian Blak - "Kingoløg"
- Kristian Blak - "Klæmint"
- Kristian Blak - "Nósi"
- Kristian Blak - "Nu ska vi u å sejle"
- Kristian Blak - "Ravnating"
- Kristian Blak - "Shalder Geo"
- Kristian Blak - "Snjóuglan"
- Kristian Blak - "Undirlýsi"
- Kristian Blak - "Úr hólminum"
- Kristian Blak Birds - "Fuglamál - Aviphonie no. 3"
- Kristian Blak i dzieci - "Syng bara við"
- Kristleif Zachariassen - "Litleysir blettir"
- Kristiliga Sangkórið - "Sálmar og sangir í hálva øld"
- Kristina - "Rósa"

### L
- Laila Højgaard - "Kristmessa"
- Lív í Bajanstovu - "Atlantic Light"
- "Loaned Finery"
- Lossingarmenn - "Lossingarmenn"

### M
- Mikkel Thomas - "Ind under frakken"
- Minor|Bran|Dur - "7 heaven"
- Moose Matrix - "Night Pace"
- Moose Matrix - "Roto"
- Moyzes Quartet i Jozef Zsapka - "Images"
- Mpiri - "Asbest"

### N
- Nicolina - "Nicolina syngur í Sandavágs kirkju"
- Niels Midjord Band - "Flóttin"
- Nina Björk Elíasson - "Phosphorous Sincerely"
- Nóatún - "Skærur vindur"

### P
- Pauli í Sandagerði - "Tonglabeiggi"
- Petra Iversen i Hans Iversen - "En Naade uden Maal"
- Philippe Amirault - "Føroyar"
- Piniartut - "Piniartut"
- Plúmm i Holger Laumann - "Allar ættir"

### R
- Ragnar í Vík - "Honky Tonk Memories"
- Ragnar í Vík - "The Silence of a Falling Star"
- Randarsól - "All grown"
- Regin Dahl - "Atlantsløg"
- Regin Dahl - "Barnarímur"
- Regin Dahl - "Sálmar"
- Robin - "Unchained Melody"
- Różni wykonawcy - "Eg elski teg land"
- Różni wykonawcy - "Faroeesti"
- Różni wykonawcy - "Grannar"
- Różni wykonawcy - "Green Gate"
- Różni wykonawcy - "Jazz í Føroyum (1977-98)"
- Różni wykonawcy - "Nina, nina, nái"
- Różni wykonawcy - "Tjant"
- Różni wykonawcy - "Tutl 2000, Folk/Ethnic"
- Różni wykonawcy - "Wind Music from Faroe Islands"
- Rúni Brattaberg i Hans-Otto Ehrström - "Brotið"

### S
- Sámal Petersen - "Echoes of the Past"
- SHD 16 - "Alfagurt ljóðar mín tunga"
- SHD 44 - "Bouquet"
- SHD 50 - "Eivør Pálsdóttir"
- SHD 64 - "A Taka"
- SIC - "Fighters They Bleed"
- SIC - "Pandemonium"
- SIC - "Si Vis Pacem - Para Bellum"
- Símun úr Konoy - "Omma"
- "Sjómansrímur"
- Sjúrður Strøm - "Harmoniku Tónleikur"
- Skálmöld - "Baldur"
- Slovak Radio Orchestra - "Landið"
- Sofia Asunción Claro - "Four Concertos for Harp and Orchestra"
- Sonni - "Hello! How do you do?"
- Sønderjyllands Symfoniorkester - "Harra Pætur og Elinborg"
- Søren Søgaard - "Søren Søgaard"
- Spælimenninir - "Burturav"
- Spælimenninir - "Flóð og fjøra"
- Spælimenninir - "Malargrót"
- Spælimenninir - "Rekaviður . Hinumegin"
- Spælimenninir í Hoydølum - "Á ferð"
- Spælimenninir í Hoydølum - "Spælimenninir í Hoydølum" (pierwsze wydanie wytwórni)
- Spælimenninir í Hoydølum - "Umaftur"
- Stanley Samuelsen - "Sól og regn"
- Stanley Samuelsen - "Um eg kundi kvøði"
- Súla - "Fastland"
- Súla - "Over Seas"
- Suleskær - "Over Havet"
- Sum árini ganga - "Hjalti Skaalum"
- Sunleif Rasmussen, Pauli í Sandagerði i Kristian Blak - "Træið"
- Synarchy - "Scars Of Gratitude"
- Synarchy - "Tear up the world"

### T
- Tey av Kamarinum - "Dámliga gøtan"
- The Apocryphal Order - The Apocryphal Order
- The McCalmans - "Harkaliðið"
- Tórshavnar Kamarkór i Havnarkórið Conducted - "Blátt"
- Týr - "Eric the Red"
- Týr - "How Far to Asgaard"
- Týr - "Ólavur Riddararós"

### U
- Unn Paturson - "RUN"

### V
- Valeri Dimchev - "Joy as a Teardrop"
- Vestmenn - "Undir Stjørnunum"
- Villu Veski i Tiit Kaluste - "Nordic Sounds"
- Villu Veski/Kalluste/Piazzolla - "Mi Tango En Buenos Aires "
- Villu Veski Music Project - "Bird & Primitive Music Society"

### W
- Woodwind Quintet Boreas i Jesper Koch - "Boreas"

### Y
- Yggdrasil - "Askur"
- Yggdrasil - "Brøytingar"
- Yggdrasil - "Den Yderste Ø"
- Yggdrasil - "Drangar og Concerto Grotto"
- Yggdrasil - "Kristian Blak & Yggdrasil"
- Yggdrasil - "Live in Rudolsstadt"
- Yggdrasil - "Ravnating"
- Yggdrasil - "Risastova"